# レゾルベント集合
数学の、線形代数や作用素論の分野における、ある線形作用素のレゾルベント集合（レゾルベントしゅうごう、英: resolvent set）とは、その作用素がある意味で行儀の良いものとなるための複素数からなる集合である。レゾルベント法において重要な役割を担う。

## 定義
X をバナッハ空間とし、{\displaystyle L\colon D(L)\rightarrow X} を、定義域が {\displaystyle D(L)\subseteq X} であるような線形作用素とする。X 上の恒等作用素を id と表す。任意の {\displaystyle \lambda \in \mathbb {C} } に対し
{\displaystyle L_{\lambda }=L-\lambda \mathrm {id} }
を定める。作用素 {\displaystyle L_{\lambda }} の逆作用素 {\displaystyle R(\lambda ,L)} が、次の三つの条件を満たすとき、{\displaystyle \lambda } は正則値（regular value）と呼ばれる:
1. そのような逆 {\displaystyle R(\lambda ,L)} が存在する;
2. そのような逆 {\displaystyle R(\lambda ,L)} は有界線形作用素である;
3. そのような逆 {\displaystyle R(\lambda ,L)} は、X において稠密な部分空間の上で定義される。

作用素 L のレゾルベント集合とは、L のすべての正則値からなる集合
{\displaystyle \rho (L)=\{\lambda \in \mathbf {C} |} {\displaystyle \lambda } は {\displaystyle L} の正則値 {\displaystyle \}}
である。スペクトルとは、レゾルベント集合の補集合
{\displaystyle \sigma (L)=\mathbf {C} \setminus \rho (L).}
である。スペクトルはさらに、点スペクトル（上の条件 1 が満たされない場合）、連続スペクトル（上の条件 1 と 3 は満たされるが、2 が満たされない場合）および剰余スペクトル（上の条件 1 は満たされるが、3 は満たされない場合）の三種類に区分される。

## 性質
- 有界線形作用素 L のレゾルベント集合 {\displaystyle \rho (L)\subseteq \mathbb {C} } は開集合である。